# Mikołaj Bołoz Antoniewicz
Mikołaj Bołoz Antoniewicz (ur. 1801 lub 1804 we Lwowie, zm. 1 czerwca 1885 w Radziszowie) – poeta, dramatopisarz, tłumacz i oficer kawalerii Wojsk Polskich w powstaniu listopadowym 1830-1831.

## Życiorys
Pochodził z rodu polskich Ormian. Kształcił się w gimnazjum przy klasztorze OO. Bazylianów w Buczaczu.
Walczył w stopniu oficera kawalerii w powstaniu listopadowym 1830-1831 na obszarze wschodniej Galicji i został odznaczony orderem Virtuti Militari. Po upadku powstania wyemigrował do Paryża i Wiednia. Powrócił do kraju i objął administrację majątku w Rudołowicach koło Jarosławia, a następnie w Radziszowie, gdzie pozostał do końca życia. W roku 1848 organizował Gwardię Narodową.
Był współlokator Edlera von Strehlenau w Wiedniu w 1830 roku. Nikolaus Lenau przełożył jego wiersz na język niemiecki („Abschied aus Galizien”).
Pochowany w grobie rodzinnym  na Cmentarzu Sapieżyńskim w Stanisławowie.

## Dzieła (wybór Estreichera)
- Rymy zbrojne Mikołaja z Pokucia, Warszawa, 1831
- Wielki Piątek i Wielkanoc przez Mikołaja A. Bołoza, Na dochód uwolnionych więźni stanu (wiersz), B.m. (Lwów), druk. Piotra Pillera, 1848
- Anna Oświęcimówna, poemat dramatyczny w pięciu oddziałach przez Mikołaja Bołoz Antoniewicza, Wyd. J. N. Bobrowicza, Lipsk, nakład Księg. Zagranicznej, druk F. A. Brockhausa, 1856
- Anna Oświęcimówna, poemat dramatyczny w pięciu oddziałach przez Mikołaja Bołoz Antoniewicza, Drugie poprawne wydanie z illustracyami Artura Grottgera, Wiedeń, nakł. autora, druk. Mechitarystów, 1873
- Hasła i odzew na Polach Elizyjskich. Wiersz. Stanisławów, E. Głuchowski, druk J. Dankiewicza, 1876
- Do J. I. Kraszewskiego podczas obchodu uroczystości jubileuszowej w Sukiennicach w Krakowie dnia 4 października 1879 r. Kraków, nakł. autora, druk. Czasu, 1879
- Wiersz do Henryka Siemiradzkiego zaimprowizowany przez Mikołaja Bołoz Antoniewicza podczas uczty w Szczawnicy w sierpniu 1880 r. Kraków, nakł. autora, druk Czasu, 1880